# 智利国家图书馆

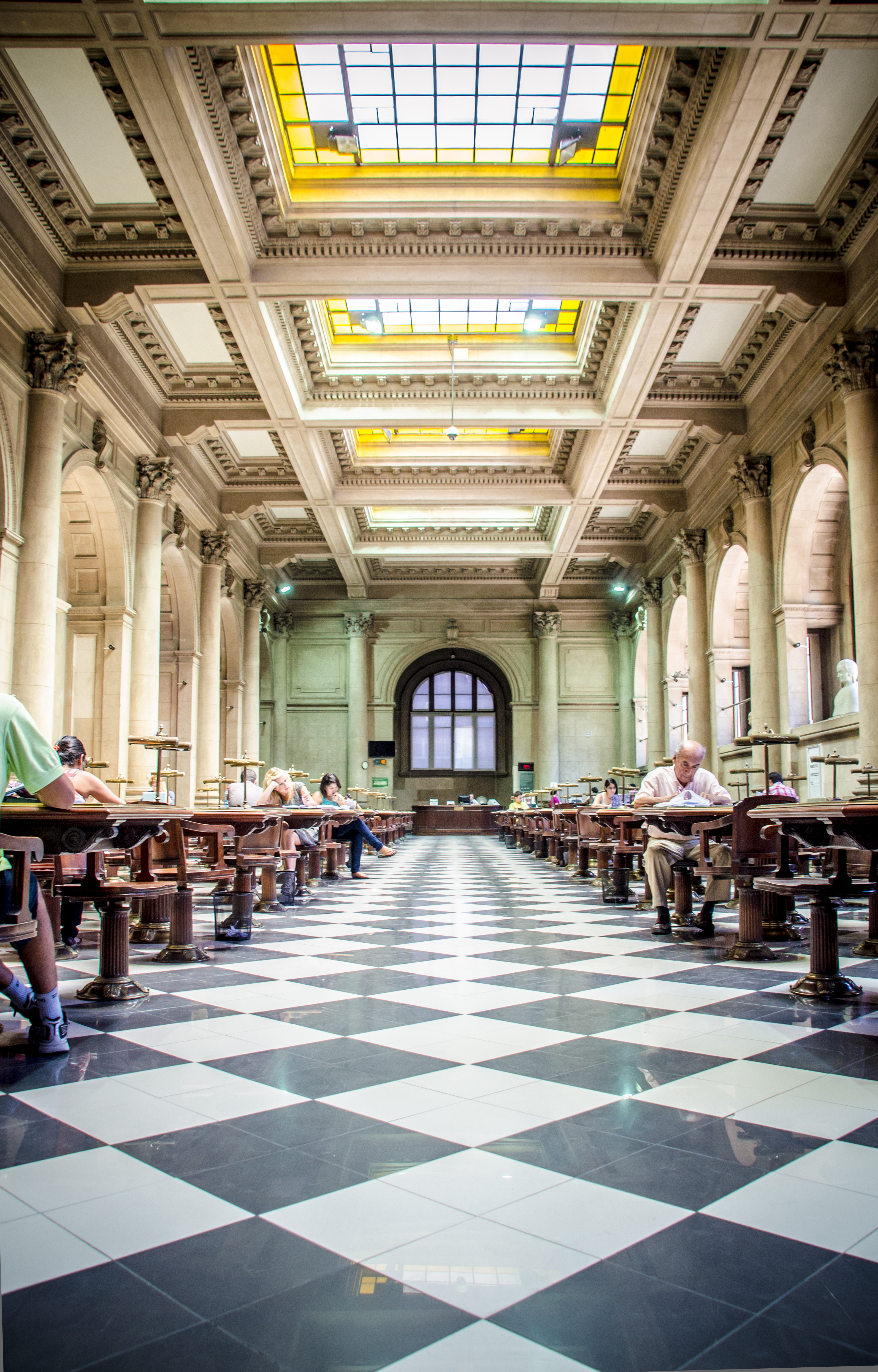
智利國家圖書館的智利大廳 (Sección Chilena)

智利国家图书馆（西班牙語：Biblioteca Nacional de Chile）位於智利首都聖地亞哥，成立于1813年，即智利自治的第一年。根據1990年的統計，該館的館藏資料為圖書1,500,000件（不含複本）、期刊1,100種、論文4,400本、搖籃本83冊、樂譜10,150件、地圖9,500件、縮影資料3,195多種，以及視聽資料2,544件。現在的建築始建於1913年，為紀念智利獨立一百週年的公共工程之一，建築風格受法國新古典主義影響。
智利國家圖書館實施法定送存制度。

## 外部連結
- 智利国家图书馆 （页面存档备份，存于） （西班牙文）